# Chelodamus mexicolens
Chelodamus mexicolens es una especie de arácnido  del orden Pseudoscorpionida de la familia Chernetidae.

## Distribución geográfica
Se encuentra en Belice y México.